# Tór-Ingar Akselsen
Tór-Ingar Akselsen (ur. 1 maja 1981 w Miðvágur na Wyspach Owczych) – farerski piłkarz występujący na pozycji ofensywnego pomocnika w klubie HB Tórshavn ze stolicy archipelagu.

## Kariera klubowa

### FS Vágar
Swą karierę Tór-Ingar Akselsen zaczynał w drugim składzie klubu FS Vágar w roku 1997, kiedy miał szesnaście lat. Jego drużyna rozgrywała wtedy mecze w 2.deild. Skończyła jednak tamten sezon na dziewiątej pozycji i spadła do 3.deild. Tór-Ingar Akselsen rozegrał pięć spotkań i strzelił dwie bramki.
Podczas kolejnego sezonu Akselsenowi dano możliwość rozegrania swojego pierwszego meczu w pierwszym składzie drużyny. Był to mecz 5 kwietnia 1998 w ramach Pucharu Wysp Owczych, który jego klub przegrał z HB Tórshavn 7:0. Pierwszego gola w tym składzie Akselsen zdobył 22 sierpnia 1998. FS Vágar zajął wtedy trzecie miejsce w tabeli drugiej ligi, nie otrzymując szans na awans. Na ten sukces musieli poczekać do kolejnego roku, kiedy klub ten zajął pierwsze miejsce w tabeli, uzyskując automatyczny awans. Akselsen zagrał w siedemnastu spotkaniach i zdobył pięć bramek.
W sezonie 2000 FS Vágar grał w 1. deild. Swój pierwszy mecz w pierwszej lidze Akselsen zagrał przeciwko B68 Toftir 24 kwietnia 2000, kiedy jego zespół przegrał na wyjeździe 0:2. Na pierwszego gola musiał czekać do 30 kwietnia. W sumie strzelił dla swojego klubu trzy gole w dwudziestu jeden spotkaniach. Jego klubowi udało się wtedy utrzymać w pierwszej lidze, po wygranych barażach z ÍF Fuglafjørður.
W kolejnym sezonie klub ten nie miał już tej możliwości i z dziesiątego miejsca został zdegradowany do 2.deild. Akselsen zagrał wtedy w dwudziestu jeden spotkaniach i zdobył osiem bramek (sześć w lidze), przez co stał się najlepszym strzelcem FS Vágar, co sprawiło, że zainteresowały się nim inne kluby. W tamtym sezonie otrzymał także swoją pierwszą żółtą kartkę w karierze.

### HB Tórshavn
W sezonie 2002 Akselsen został piłkarzem klubu HB Tórshavn ze stolicy Wysp Owczych. Swój pierwszy mecz w jego barwach rozegrał 23 marca 2002. Było to wygrane 3:1 spotkanie pucharowe przeciwko B68 Toftir. Akselsen wystąpił wtedy w dwudziestu sześciu spotkaniach, a swoją pierwszą i jedyną w tamtym sezonie, bramkę dla nowego klubu strzelił 6 kwietnia 2002. HB Tórshavn zdobył wtedy mistrzostwo Wysp Owczych.
Z racji tego mistrzostwa dostał możliwość uczestnictwa w Lidze Mistrzów UEFA 2003/04, gdzie przegrał dwumecz z litewskim FBK Kowno 1:5 (0:1, 1:4). Akselsen zagrał w obu meczach i był to jego pierwszy występ w europejskich pucharach. Dla HB w sezonie 2003 rozegrał dwadzieścia cztery spotkania i zdobył osiem bramek.

### FS Vágar
Na krótko w roku 2004 Akselsen przeniósł się na rodzimą wyspę, by rozegrać osiem meczów i strzelić pięć bramek w swoim pierwszym klubie FS Vágar, który grał wtedy w drugiej lidze i zajął w niej ostatecznie szóste miejsce.

### HB Tórshavn
Po tym krótkim epizodzie Akselsen ponownie znalazł się w składzie HB Tórshavn. W sezonie 2005 zagrał w dwudziestu dziewięciu spotkaniach i zdobył dziewięć bramek. Jego klub zajął trzecie miejsce w tabeli ligowej.
Rok później HB Tórshavn zdobył mistrzostwo archipelagu. Akselsen wystąpił w dwudziestu dziewięciu meczach i zdobył sześć bramek. Po raz pierwszy pojawił się też w jednym spotkaniu drugoligowej drużyny HB Tórshavn II, zdobywając w tym meczu jedną bramkę.
Następny sezon klub Akselsena zakończył na czwartej pozycji w tabeli, on sam zaś zagrał w trzydziestu meczach, przy czym nie pojawił się w kwalifikacyjnym dwumeczu Ligi Mistrzów UEFA 200708 przeciwko islandzkiemu Hafnarfjarðar.

### 07 Vestur
Po tym sezonie Akselsen zdecydował się na powrót na rodzimą wyspę i rozgrywaniu spotkań dla utworzonego z połączenia FS Vágar 2004 i SÍ Sørvágur, grającego w ramach 1.deild. Razem z zespołem udało mu się wywalczyć awans do Formuladeildin. Podczas tego sezonu zdobył rekordową, dla siebie, jak dotąd, liczbę bramek (dwadzieścia dwie) i zagrał w dwudziestu dziewięciu meczach.
Podczas sezonu 2009 jego zespołowi nie udało się utrzymać w pierwszej lidze i spadł znów do 1.deild, zająwszy ostatnie miejsce w tabeli. Akselsen zagrał w dwudziestu ośmiu spotkaniach i zdobył siedem bramek.

### HB Tórshavn
Na sezon 2010 Akselsen ponownie wrócił do HB Torshavn. Jak dotąd zagrał w dwóch spotkaniach Pucharu Wysp Owczych 2010, nie zdobywszy żadnej bramki.

### Statystyki
| Klub        | Sezon       | Liga           | Liga  | Liga   | Liga         | Liga            | Puchary krajowe | Puchary krajowe | Puchary krajowe | Puchary krajowe | Puchary europejskie | Puchary europejskie | Puchary europejskie | Puchary europejskie | Suma  | Suma   | Suma         | Suma            |
| Klub        | Sezon       | Liga           | Mecze | Bramki | Kartki       | Kartki          | Mecze           | Bramki          | Kartki          | Kartki          | Mecze               | Bramki              | Kartki              | Kartki              | Mecze | Bramki | Kartki       | Kartki          |
| Klub        | Sezon       | Liga           | Mecze | Bramki | Żółte kartki | Czerwone kartki | Mecze           | Bramki          | Żółte kartki    | Czerwone kartki | Mecze               | Bramki              | Żółte kartki        | Czerwone kartki     | Mecze | Bramki | Żółte kartki | Czerwone kartki |
| ----------- | ----------- | -------------- | ----- | ------ | ------------ | --------------- | --------------- | --------------- | --------------- | --------------- | ------------------- | ------------------- | ------------------- | ------------------- | ----- | ------ | ------------ | --------------- |
| FS Vágar    | 1997        | 2.deild        | 5     | 2      | 0            | 0               | –               | –               | –               | –               | –                   | –                   | –                   | –                   | 5     | 2      | 0            | 0               |
| FS Vágar    | 1998        | 2.deild        | 11    | 2      | 0            | 0               | 4               | 0               | 0               | 0               | –                   | –                   | –                   | –                   | 15    | 2      | 0            | 0               |
| FS Vágar    | 1998        | 3.deild        | 1     | 1      | 0            | 0               | –               | –               | –               | –               | –                   | –                   | –                   | –                   | 1     | 1      | 0            | 0               |
| FS Vágar    | 1999        | 2.deild        | 16    | 5      | 0            | 0               | 1               | 0               | 0               | 0               | –                   | –                   | –                   | –                   | 17    | 5      | 0            | 0               |
| FS Vágar    | 1999        | 3.deild        | 1     | 0      | 0            | 0               | –               | –               | –               | –               | –                   | –                   | –                   | –                   | 1     | 0      | 0            | 0               |
| FS Vágar    | 2000        | 1.deild        | 13    | 2      | 0            | 0               | 8               | 1               | 0               | 0               | –                   | –                   | –                   | –                   | 21    | 10     | 0            | 0               |
| FS Vágar    | 2000        | 3.deild        | 1     | 0      | 0            | 0               | –               | –               | –               | –               | –                   | –                   | –                   | –                   | 1     | 0      | 0            | 0               |
| FS Vágar    | 2001        | 1.deild        | 15    | 6      | 1            | 0               | 6               | 2               | 0               | 0               | –                   | –                   | –                   | –                   | 21    | 8      | 1            | 0               |
| HB Tórshavn | 2002        | 1.deild        | 16    | 0      | 1            | 0               | 10              | 1               | 1               | 0               | 0                   | 0                   | 0                   | 0                   | 26    | 1      | 2            | 0               |
| HB Tórshavn | 2003        | 1.deild        | 17    | 7      | 0            | 0               | 7               | 1               | 0               | 0               | 2                   | 0                   | 0                   | 0                   | 26    | 8      | 0            | 0               |
| FS Vágar    | 2004        | 2.deild        | 6     | 5      | 0            | 0               | 2               | 0               | 0               | 0               | –                   | –                   | –                   | –                   | 8     | 5      | 0            | 0               |
| HB Tórshavn | 2005        | Formuladeildin | 25    | 9      | 3            | 0               | 2               | 0               | 0               | 0               | 2                   | 0                   | 0                   | 0                   | 29    | 9      | 3            | 0               |
| HB Tórshavn | 2006        | Formuladeildin | 25    | 6      | 2            | 0               | 2               | 0               | 0               | 0               | 2                   | 0                   | 0                   | 0                   | 29    | 6      | 2            | 0               |
| HB Tórshavn | 2006        | 1.deild        | 1     | 1      | 0            | 0               | –               | –               | –               | –               | –                   | –                   | –                   | –                   | 1     | 1      | 0            | 0               |
| HB Tórshavn | 2007        | Formuladeildin | 25    | 1      | 1            | 0               | 5               | 2               | 0               | 0               | 0                   | 0                   | 0                   | 0                   | 30    | 3      | 1            | 0               |
| 07 Vestur   | 2008        | 1.deild        | 27    | 22     | 1            | 0               | 2               | 0               | 0               | 0               | –                   | –                   | –                   | –                   | 29    | 22     | 1            | 0               |
| 07 Vestur   | 2009        | Formuladeildin | 26    | 7      | 2            | 0               | 2               | 0               | 0               | 0               | –                   | –                   | –                   | –                   | 28    | 7      | 2            | 0               |
| HB Tórshavn | 2010        | Formuladeildin | 0     | 0      | 0            | 0               | 2               | 0               | 0               | 0               | 0                   | 0                   | 0                   | 0                   | 2     | 0      | 0            | 0               |
| Suma        | FS Vágar    | FS Vágar       | 69    | 23     | 1            | 0               | 21              | 3               | 0               | 0               | –                   | –                   | –                   | –                   | 90    | 26     | 1            | 0               |
| Suma        | HB Tórshavn | HB Tórshavn    | 109   | 24     | 7            | 0               | 40              | 4               | 1               | 0               | 6                   | 0                   | 0                   | 0                   | 143   | 28     | 8            | 0               |
| Suma        | 07 Vestur   | 07 Vestur      | 53    | 29     | 3            | 0               | 4               | 0               | 1               | 0               | –                   | –                   | –                   | –                   | 57    | 29     | 4            | 0               |
| Suma        | Wszystkie   | Wszystkie      | 231   | 76     | 11           | 0               | 65              | 7               | 2               | 0               | 6                   | 0                   | 0                   | 0                   | 302   | 83     | 13           | 0               |

### Osiągnięcia
HB Tórshavn
- Mistrzostwo Wysp Owczych: 2002, 2003, 2006

## Kariera reprezentacyjna
Tór-Ingar Akselsen pojawił się także w reprezentacji Wysp Owczych. Zadebiutował w niej 6 września 2003 roku w meczu eliminacji do Mistrzostw Europy w piłce nożnej 2004 w spotkaniu przeciwko Szkocji (1:3). Później pojawił się jeszcze na boisku dwukrotnie. Nie strzelił żadnej bramki dla reprezentacji swojego kraju.
| Występy w reprezentacji Wysp Owczych | Występy w reprezentacji Wysp Owczych | Występy w reprezentacji Wysp Owczych | Występy w reprezentacji Wysp Owczych | Występy w reprezentacji Wysp Owczych |
| Data                                 | Stadion, miasto                      | Przeciwnik                           | Wynik                                | Zdobyte bramki                       |
| ------------------------------------ | ------------------------------------ | ------------------------------------ | ------------------------------------ | ------------------------------------ |
| 6 września 2003                      | Hampden Park, Glasgow                | Szkocja                              | 1:3                                  |                                      |
| 10 września 2003                     | Svangaskarð, Toftir                  | Litwa                                | 1:3                                  |                                      |
| 8 czerwca 2005                       | Tórsvøllur, Thorshavn                | Irlandia                             | 0:2                                  |                                      |